# Thái thượng hoàng
Thái thượng hoàng (chữ Hán: 太上皇), cũng gọi Thái thượng hoàng đế (太上皇帝), giản xưng Thượng Hoàng (上皇), là một tước vị mang ý nghĩa là "Hoàng đế bề trên", địa vị cơ bản được xem là trên danh vị Hoàng đế.
Danh hiệu này có từ thời nhà Hán, thường chỉ được dùng cho người là cha của Hoàng đế nhưng chưa từng là Hoàng đế. Về sau, các Hoàng đế khi thoái vị cũng được dâng tôn danh hiệu này. Nếu người được tôn vấn còn sống, thì sẽ là ["Thái thượng hoàng"'] hoặc ["Thái thượng hoàng đế"] kèm theo tôn hiệu khác nữa tùy triều đại, sau khi qua đời thì dùng miếu hiệu hoặc thụy hiệu.

## Khái quát

### Lịch sử
Trong lịch sử Đông Á, không ít các trường hợp vị quân chủ sẽ thoái vị để nhường ngôi cho người kế vị vì một số lý do chính trị. Từ thời Chiến Quốc, khi các quốc gia chỉ xưng Vương, đã xảy ra trường hợp đầu tiên thời Triệu Vũ Linh vương. Ông ta nhường ngôi cho Thái tử Triệu Hà, lên ngôi sử gọi Triệu Huệ Văn vương, còn bản thân Vũ Linh vương tự xưng 「Chủ phụ; 主父」.
Dù đã thoái vị, song Vũ Linh vương vẫn nắm giữ hết tất cả quyền hành trọng đại trong nước Triệu, do đó cũng khai sinh ra hiện tượng các vị quân chủ tuy nhường ngôi nhưng vẫn thực sự nắm quyền của liên tiếp các triều đại tại Việt Nam, Nhật Bản và bản thân Trung Quốc.
Sau khi Tần Thủy Hoàng thiết lập nên nhà Tần, tạo nên danh xưng Hoàng đế, ông đã truy tôn cha mình là Tần Trang Tương vương làm Thái thượng hoàng (太上皇). Việc làm của Tần Thủy Hoàng khi đó chỉ là truy tôn, do Tần Trang Tương vương đã qua đời từ rất lâu rồi, song Tần Trang Tương vương lại chính là vị ["Thái thượng hoàng"] có danh vị chính thức đầu tiên trong lịch sử các quốc gia Hán Quyển.

### Ý nghĩa
Vào thời kỳ đầu, danh xưng này biểu thị một trạng thái tôn kính nhưng không thực quyền, sau lại biểu thị sự "bất lực" của Hoàng đế, khi mà phải nhường ngôi cho người khác. Thời nhà Hán, Hán Cao Tổ Lưu Bang dâng tôn cha ruột Lưu Thái Công danh vị Thái thượng hoàng, và Lưu Thái Công là người đầu tiên làm Thượng hoàng khi còn sống (ông mất năm 197 TCN, năm thứ 10 triều Hán Cao Tổ). Sau Tần Trang Tương vương cùng Lưu Thái Công, danh xưng này lại mới xuất hiện thời Tấn Huệ Đế. Sau Loạn bát vương, Tấn Huệ Đế bị buộc nhường ngôi cho ông chú Tư Mã Luân, dù trong năm đó Huệ Đế đã trở lại vị trí Hoàng đế như cũ.
Năm 471, Bắc Ngụy Hiến Văn Đế bất mãn Phùng Thái hậu chuyên quyền, truyền ngôi cho con trai mới 4 tuổi là Bắc Ngụy Hiếu Văn Đế. Các quan thần tâu rằng:"Tam Hoàng đạm bạc vô vi, cho nên xưng Hoàng; Tây Hán Cao Tổ phụ được tôn làm Thái thượng hoàng, không thống trị thiên hạ, nay Hoàng đế tuổi nhỏ, bệ hạ vẫn nên chấp chính", do đó, Hiếu Văn Đế tự xưng [Thái thượng hoàng đế; 太上皇帝], mà không phải "Thái thượng hoàng", biểu thị trạng thái bản thân vẫn nắm quyền điều hình chính sự chứ không phải một vị Hoàng đế thoái vị cùng quẫn.
Thời nhà Đường là triều đại có nhiều Thái thượng hoàng nhất trong lịch sử Trung Quốc. Hầu hết, các vị Thái thượng hoàng đều bị buộc phải làm Thái thượng hoàng, chỉ còn danh vị chứ không còn quyền lực như Đường Huyền Tông Lý Long Cơ, hoặc như các vị Đường Cao Tổ Lý Uyên và Đường Duệ Tông Lý Đán tự mình rút lui, giao toàn bộ triều chính cho các con. Tuy nhiên, cũng có các vị Thái thượng hoàng tuy đã thoái vị nhưng vẫn giữ quyền lực tối cao, như Tống Cao Tông, Tống Hiếu Tông và đặc biệt là Thanh Cao Tông.
Trong lịch sử Việt Nam, nhà Lý có hai trường hợp xuất hiện Thái thượng hoàng, một là tôn xưng do là sinh phụ của Hoàng đế (Sùng Hiền hầu) dù chưa từng là Hoàng đế, và một là bị ép thoái vị (Lý Huệ Tông) để truyền cho con gái Lý Chiêu Hoàng. Thời nhà Trần là triều đại có truyền thống các Hoàng đế nhường ngôi khi con trai đã trưởng thành để về làm Thái thượng hoàng, trừ Trần Thừa ra, còn lại các vị Thái thượng hoàng nhà Trần đều tự xưng "Thái thượng hoàng đế", biểu thị quyền lực vẫn còn nằm trong tay mình như Bắc Ngụy Hiến Văn Đế. Bằng chứng là những vị Thái thượng hoàng đế rất quyền lực như Trần Minh Tông và Trần Nghệ Tông.
Nhà Hồ cũng theo nếp này và đời đầu tiên là Hồ Quý Ly thực hiện việc truyền ngôi lên làm Thái thượng hoàng, nhưng triều đại không tồn tại lâu nên không kéo dài được nếp truyền nối. Sang thời nhà Hậu Lê, Thái thượng hoàng chỉ xuất hiện vào thời Lê trung hưng - khi đó quyền lực của chúa Trịnh đã rất lớn mạnh, các Hoàng đế nhà Lê chỉ là bù nhìn, do đó địa vị của Thái thượng hoàng rất yếu, hầu như đều do các chúa Trịnh bắt ép thoái vị mà có, như Lê Dụ Tông.

### Các trường hợp
Có trường hợp đặc biệt khi một người chưa bao giờ làm Hoàng đế nhưng vì có con trai làm Hoàng đế nên cũng được tôn là Thái thượng hoàng. Lấy ví dụ như vị Thái thượng hoàng đầu tiên trong lịch sử là Lưu thái công – cha ruột của Hán Cao Tổ Lưu Bang. Tại Việt Nam, cũng có Sùng Hiền hầu của nhà Lý cùng Trần Thừa của nhà Trần, hai người đều chưa từng làm Hoàng đế từ trước nhưng được tôn xưng Thái thượng hoàng do con trai lên ngôi.
Thông thường, người truyền ngôi cho Hoàng đế rồi tôn xưng Thái thượng hoàng, nhưng có trường hợp Kim Ai Tông Hoàn Nhan Thủ Tự trong hoàn cảnh nguy cấp sắp bị quân Mông Cổ tấn công đến thành trì cuối cùng là Thái Châu, biết không cứu vãn được tình thế, đã nhường ngôi cho con là Kim Mạt Đế Hoàn Nhan Thừa Lân rồi tự sát vì không muốn bị quân Mông Cổ bắt. Hoàng thân nhà Đường là Lý Uân được quân phiệt Chu Mai ủng hộ làm Hoàng đế ở kinh đô Trường An, tôn Đường Hi Tông đang chạy trốn làm Thái thượng hoàng, nhưng Đường Hi Tông không thừa nhận ngôi vị Thượng hoàng mà cùng các quân phiệt khác tiêu diệt Lý Uân. Ngược lại, Tùy Dạng Đế dù không thừa nhận ngôi vị Thái thượng hoàng do Tùy Cung Đế và Lý Uyên tôn phong, nhưng lại chết trong binh biến. Tại Việt Nam, trong hoàn cảnh nhà Mạc suy tàn, Mạc Mậu Hợp truyền ngôi cho Mạc Toàn rồi tự mình làm tướng cầm quân mà không xưng Thái thượng hoàng. Ngoài ra, cuối đời nhà Trần ở Việt Nam, Trần Nghệ Tông Trần Phủ nhường ngôi cho em trai là Trần Duệ Tông Trần Kính để tự xưng làm Thái thượng hoàng. Đó là việc hi hữu khi vị trí giữa Thái thượng hoàng và Hoàng đế chỉ là anh–em. Trường hợp tương tự xảy ra ở Trung Quốc thời nhà Minh, khi Minh Đại Tông tôn anh trai Minh Anh Tông làm Thái thượng hoàng do Anh Tông bị Ngõa La bắt trong Sự biến Thổ Mộc bảo.
Theo cách hiểu thông thường, khi con làm Hoàng đế mà cha còn sống thì cha được tôn làm Thái thượng hoàng, tuy nhiên không phải lúc nào cũng như vậy, còn tùy thuộc vào pháp độ của vương triều. Như có trường hợp cuối đời nhà Thanh, Thuần Hiền thân vương Dịch Hoàn là thân sinh của vua Quang Tự cũng không được tôn xưng Thái thượng hoàng; hay như Thuần Thân vương Tải Phong là cha vua Tuyên Thống (Phổ Nghi) nhưng chỉ đóng vai trò nhiếp chính cho Hoàng đế nhỏ tuổi chứ không làm Thái thượng hoàng. Đây là lý do Quang Tự cùng Tuyên Thống đều đã "nhập tự", nhận dòng chính thống để kế thừa Đế vị (Quang Tự nhận Hàm Phong, còn Tuyên Thống Đế nhận cả Đồng Trị lẫn Quang Tự). Thời nhà Thanh, vấn đề chính thống rất gay gắt, cả hai người Quang Tự-Tuyên Thống đã nhận dòng chính mới có tư cách kế vị, cho nên xét về mặt pháp lý thì cả Dịch Hoàn cùng Tái Phong dù được kính trọng do là cha ruột của Hoàng đế, song cả hai vị Thân vương này không có tư cách tự xưng Thái thượng hoàng.
Tại Việt Nam, có một danh vị từng tồn tại để chỉ cha ruột của Hoàng đế, nhưng không phải Thái thượng hoàng. Khi ấy, vua Thành Thái nhà Nguyễn bị người Pháp ép phải nhường ngôi cho con là vua Duy Tân, và dụ triều đình nhà Nguyễn định việc tôn hiệu cho vị vua Thành Thái thoái vị. Sau khi bàn định lễ chế của nước Đại Nam, người Pháp không chấp nhận ngôi vị [Thái thượng hoàng] vì sẽ khiến tình hình thêm phức tạp, do vậy vua Duy Tân chỉ được phép tôn cha là [Hoàng Phụ Hoàng đế; 皇父皇帝].
Chính những quy tắc phức tạp, phải có tôn ti trong việc tấn tôn vị hiệu này mà sử gia Lê Văn Hưu đã chỉ trích việc Lý Thần Tông tôn cha đẻ Sùng Hiền hầu làm Thái thượng hoàng. Khi ấy, Lý Thần Tông đã được Lý Nhân Tông chọn làm con thừa tự, phong làm Thái tử để kế vị, thì Thần Tông chỉ nên công nhận Nhân Tông mà thôi, nếu Thần Tông lại tôn cha ruột Sùng Hiền hầu thêm nữa thì "hóa ra là hai gốc ư?". Nguyên văn nhận xét của Lê Văn Hưu:
| “                                                          | Thần Tông là con người tông thất, Nhân Tông nuôi làm con, cho nối đại thống, đáng lẽ phải coi Nhân Tông làm cha mà gọi cha sinh là Sùng Hiền hầu làm Hoàng thúc, phong mẹ đẻ là Đỗ thị làm Vương phu nhân, như Tống Hiếu Tông đối với Tú An Hy vương và Phu nhân Trương thị, để tõ ra một gốc mới phải. Nay lại phong Sùng Hiền hầu làm Thái thượng hoàng, Đỗ thị làm Hoàng thái hậu, chả hoá ra hai gốc ư? | ” |
| — Đại Việt sử ký toàn thư - "Lý Thần Tông hoàng đế bản kỷ" | |   |

### Sắc ấn

Ấn "Thái thượng hoàng đế chi bảo" của vua Càn Long

Trong lịch sử, việc tôn xưng Thái thượng hoàng thường không được xem là pháp độ có tính nhất quán ổn định về quy tắc, do vậy một số nguyên tắc về trang phục, lễ nghi của Thái thượng hoàng so với Hoàng đế cũng không mấy rõ ràng. Về cơ bản, có lẽ nghi giá của Thái thượng hoàng đều cùng với Hoàng đế ngang nhau, tuy nhiên các triều đại có truyền thống tôn xưng Thượng hoàng như nhà Trần ở Việt Nam bị lâm vào tình trạng mất mát tư liệu, nên cũng không rõ những nguyên tắc cụ thể về lễ nghi cho một Thái thượng hoàng.
Thời kỳ nhà Thanh, là triều đại lớn cuối cùng ở Trung Quốc xuất hiện một vị Thái thượng hoàng - Càn Long Đế. Tuy ông đã thoái vị, song trên thực tế ông vẫn nắm hết mọi quyền hành cho đến tận khi qua đời, cho nên hẳn nhiên ổng phải thiết lập quy tắc bảo chứng cho sức mạnh đó của mình: ấn bảo.
Năm Càn Long thứ 60 (1795), ngày 3 tháng 9 (âm lịch), Càn Long Đế đã 85 tuổi, triệu tập các Hoàng tử cùng Vương công Đại thần, ra chỉ tuyên bố lập Hoàng thập ngũ tử Vĩnh Diễm làm Hoàng thái tử, sửa tên thành Ngưng Diễm, lấy năm sau làm năm đầu Gia Khánh. Sang tháng giêng năm ấy, Càn Long Đế tự mình làm lễ nhận bảo tỷ, hạ chỉ có đoạn:
「皇太子于丙辰正月上日即皇帝位。朕亲御太和殿，躬授宝玺，可称朕为太上皇帝。」
Dịch là:"Hoàng thái tử vào ngày Bính Thìn, chính nguyệt kế vị Hoàng đế. Trẫm thân ngự Thái Hòa điện, cung thụ bảo tỉ, có thể gọi Trẫm là Thái thượng hoàng đế".
Sau đó, Càn Long Đế còn quy định về việc dùng ngọc bảo:
「朕归政后，应用喜字第一号玉宝，刻太上皇帝之宝，即将御制《十全老人之宝说》镌刻作为太上皇帝册，用彰熙朝盛瑞。」
Dịch là:"Sau khi Trẫm quy chính, nên tự dùng ngọc bảo hạng nhất, khắc chữ 'Thái thượng hoàng đế chi bảo', ngự chế 'Thập toàn lão nhân chi bảo thuyết' tuyên khắc thành 'Thái thượng hoàng đế sách', dùng ngọc chương hi triều thịnh".
Đây là hiện vật duy nhất chứng minh quyền hành của một Thái thượng hoàng trong thế giới Đông Á, ngay cả một chính quyền có nhiều "Thượng hoàng" nhất là Nhật Bản cũng chưa từng có. Ấn bảo của Càn Long Đế được làm bằng bạch ngọc nguyên chất, miệng ấn khắc hình giao long, hình vuông, mặt dưới ấn khắc chữ Hán bằng kiểu chữ triện, xưng quanh ấn có khắc "Tự đề Thái thượng hoàng đế chi bảo" (自题太上皇帝之宝) do đích thân Càn Long Đế sáng tác.
Ấn bảo có diện tích 22.5×22.5 cm, thân cao 15 cm, miệng ấn cao 7.3 cm. Hiện vật đang được lưu giữ tại Bảo tàng Cố cung ở Bắc Kinh.

## Danh sách Thái thượng hoàng

### Việt Nam
| Triều đại    | Thái thượng hoàng        | Thời gian ở ngôi | Ghi chú |
| ------------ | ------------------------ | ---------------- | --- |
| Nhà Lý       | Sùng Hiền hầu            | 1129-1130        | Cha của Lý Thần Tông, không rõ tên.                                                                         |
| Nhà Lý       | Lý Huệ Tông              | 1224-1226        | Bị Trần Thủ Độ ép nhường ngôi cho con gái là Lý Chiêu Hoàng lên làm thượng hoàng và đi tu ở chùa Chân Giáo. |
| Nhà Trần     | Trần Thái Tổ (Trần Thừa) | 1225-1234        | Cha của Trần Thái Tông.                                                                                     |
| Nhà Trần     | Trần Thái Tông           | 1258-1277        | Thượng hoàng thời Trần Thánh Tông.                                                                          |
| Nhà Trần     | Trần Thánh Tông          | 1278-1290        | Thượng hoàng thời Trần Nhân Tông.                                                                           |
| Nhà Trần     | Trần Nhân Tông           | 1293-1308        | Thượng hoàng thời Trần Anh Tông.                                                                            |
| Nhà Trần     | Trần Anh Tông            | 1314-1320        | Thượng hoàng thời Trần Minh Tông.                                                                           |
| Nhà Trần     | Trần Minh Tông           | 1329-1357        | Thượng hoàng thời Trần Hiến Tông, Trần Dụ Tông.                                                             |
| Nhà Trần     | Trần Nghệ Tông           | 1372-1394        | Thượng hoàng thời Trần Duệ Tông, Trần Phế Đế, Trần Thuận Tông.                                              |
| Nhà Trần     | Trần Thuận Tông          | 1398-1399        | Thượng hoàng thời Trần Thiếu Đế.                                                                            |
| Nhà Hồ       | Hồ Quý Ly                | 1401-1407        | Thượng hoàng thời Hồ Hán Thương.                                                                            |
| Nhà Hậu Trần | Giản Định Đế             | 1409             | Thượng hoàng thời Trùng Quang Đế.                                                                           |
| Nhà Mạc      | Mạc Thái Tổ              | 1530-1541        | Thượng hoàng thời Mạc Thái Tông và Mạc Hiến Tông.                                                           |
| Nhà Hậu Lê   | Lê Thần Tông             | 1643-1649        | Thượng hoàng thời Lê Chân Tông.                                                                             |
| Nhà Hậu Lê   | Lê Hy Tông               | 1705-1718        | Thượng hoàng thời Lê Dụ Tông.                                                                               |
| Nhà Hậu Lê   | Lê Dụ Tông               | 1729-1731        | Thượng hoàng thời Hôn Đức công Lê Duy Phường.                                                               |
| Nhà Hậu Lê   | Lê Ý Tông                | 1740-1758        | Thượng hoàng thời Lê Hiển Tông.                                                                             |

### Trung Quốc
| Triều đại     | Thái thượng hoàng     | Thời gian ở ngôi  | Ghi chú                                                                          |
| ------------- | --------------------- | ----------------- | -------------------------------------------------------------------------------- |
| Nhà Tần       | Tần Trang Tương vương | -                 | Cha của Tần Thủy Hoàng.                                                          |
| Nhà Hán       | Lưu thái công         | 202 TCN - 197 TCN | Cha của Hán Cao Tổ.                                                              |
| Nhà Tây Tấn   | Tấn Huệ Đế            | 301               | Thượng hoàng thời Triệu vương Tư Mã Luân soán vị                                 |
| Nhà Hậu Lương | Lương Ý Vũ Đế         | 400               | Thượng hoàng thời Lương Ẩn Vương.                                                |
| Nhà Bắc Ngụy  | Ngụy Hiến Văn Đế      | 471-476           | Thượng hoàng thời Ngụy Hiếu Văn Đế.                                              |
| Nhà Bắc Tề    | Bắc Tề Vũ Thành Đế    | 565-569           | Thượng hoàng thời Bắc Tề Hậu Chủ.                                                |
| Nhà Bắc Tề    | Bắc Tề Hậu Chủ        | 577               | Thượng hoàng thời Bắc Tề Ấu Chủ.                                                 |
| Nhà Bắc Chu   | Bắc Chu Tuyên Đế      | 579-580           | Thượng hoàng thời Bắc Chu Tĩnh Đế.                                               |
| Nhà Tùy       | Tùy Dạng Đế           | 617-618           | Bị triều đình Tùy Cung Đế tôn làm Thượng hoàng, thực tế vẫn là Hoàng đế.         |
| Nhà Đường     | Lý Kính               | -                 | Cha của Lão Tử, được Đường Huyền Tông truy tôn.                                  |
| Nhà Đường     | Đường Cao Tổ          | 626-635           | Thượng hoàng thời Đường Thái Tông.                                               |
| Nhà Đường     | Võ Tắc Thiên          | 705               | Nữ hoàng nhà Võ Chu, làm Thái thượng hoàng trong vài tháng thì chết.             |
| Nhà Đường     | Đường Duệ Tông        | 712-716           | Thượng hoàng thời Đường Huyền Tông.                                              |
| Nhà Đường     | Đường Huyền Tông      | 756-762           | Thượng hoàng thời Đường Túc Tông.                                                |
| Nhà Đường     | Đường Hi Tông         | 887               | Bị triều đình Đường Kiến Trinh Đế tôn làm Thượng hoàng, thực tế vẫn là Hoàng đế. |
| Nhà Đường     | Đường Thuận Tông      | 805-806           | Thượng hoàng thời Đường Hiến Tông.                                               |
| Nhà Đường     | Đường Chiêu Tông      | 900-901           | Thượng hoàng 2 tháng thời Lý Dụ soán vị.                                         |
| Nhà Tống      | Tống Huy Tông         | 1126-1127         | Thượng hoàng thời Tống Khâm Tông.                                                |
| Nhà Tống      | Tống Cao Tông         | 1162-1187         | Thượng hoàng thời Tống Hiếu Tông.                                                |
| Nhà Tống      | Tống Hiếu Tông        | 1189-1194         | Thượng hoàng thời Tống Quang Tông.                                               |
| Nhà Tống      | Tống Quang Tông       | 1194 - 1200       | Thượng hoàng thời Tống Ninh Tông.                                                |
| Tây Hạ        | Tây Hạ Thần Tông      | 1223-1226         | Thượng hoàng thời Tây Hạ Hiến Tông.                                              |
| Nhà Minh      | Minh Anh Tông         | 1449-1457         | Thượng hoàng thời Minh Đại Tông.                                                 |
| Nhà Thanh     | Thanh Cao Tông        | 1795-1799         | Thượng hoàng thời Thanh Nhân Tông.                                               |

### Trung Á
| Kara-Khitan | Tây Liêu Mạt Chủ | 1211 - 1213 | Thuộc dòng dõi vua nhà Liêu, bị con rể là Khuất Xuất Luật bức phải nhường ngôi. |

### Triều Tiên
| Triều đại      | Thái thượng hoàng   | Thời gian ở ngôi | Ghi chú                                                                               |
| -------------- | ------------------- | ---------------- | ------------------------------------------------------------------------------------- |
| Nhà Triều Tiên | Triều Tiên Cao Tông | 1907-1910        | Thuộc dòng dõi Đế quốc Đại Hàn, bị con là Triều Tiên Thuần Tông bức phải nhường ngôi. |

### Nhật Bản
| Triều đại | Thái thượng hoàng | Thời gian ở ngôi | Ghi chú                                                            |
| --------- | ----------------- | ---------------- | ------------------------------------------------------------------ |
| Reiwa     | Akihito           | 2019-nay         | Thoái vị vì lý do sức khỏe, nhường ngôi cho con trưởng là Naruhito |